# Ледовая арена Коджаэли Б.Б.
Ледовая арена Коджаэли Б. Б. (тур. Kocaeli B.B. Olimpik Buz Sporları Salonu), ледовая арена Измита. Является домашним стадионом для мужской и женской команды Коджаэли ББК Спор, а также мужской команды Измит Ширинтепе, которые играют в Турецкой хоккейной суперлиге.

## История
Олимпийская ледовая арена в городе Измит, провинции Коджаэли, была открыта в 1999 году.

### Ремонт
Летом 2014 года начались работы по реконструкции здания и хоккейной площадки. Предусмотрены замена кровли, улучшение звукоизоляции в раздевалках и учебных комнатах, 293000 квадратных метров напольного покрытия (Спортивное резиновое покрытие Regupol 10 мм) и другие работы

## Общая информация о стадионе
Дворец спорта имеет хоккейную площадку 61х30 метров и является самым большим спортивным сооружением с искусственным льдом в Турции по количеству зрителей. Вместимость трибун — 3600 зрителей. Арена соответствует стандартам Международной федерации хоккея на льду.

## Крупнейшие спортивные соревнования
- Третий дивизион чемпионата мира по хоккею с шайбой среди юниорских команд 2013 Группа B
- Второй дивизион чемпионата мира по хоккею с шайбой 2013 Группа B
- Третий дивизион чемпионата мира по хоккею с шайбой среди юниорских команд 2014 Группа B